# Phanerotoma
Phanerotoma es un género de avispas parasitoides de la familia Braconidae. Hay por lo menos 190 especies descritas en Phanerotoma.

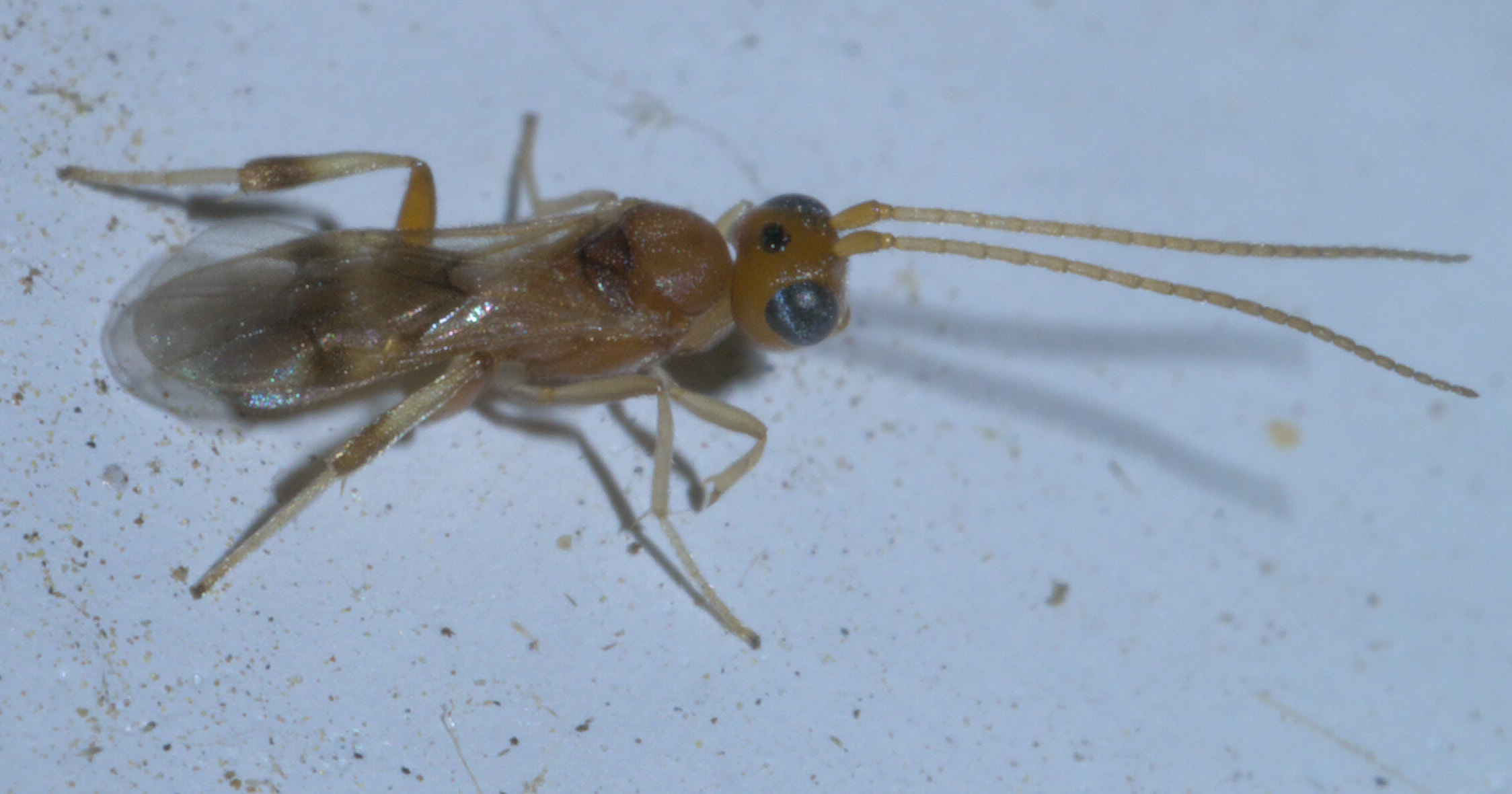

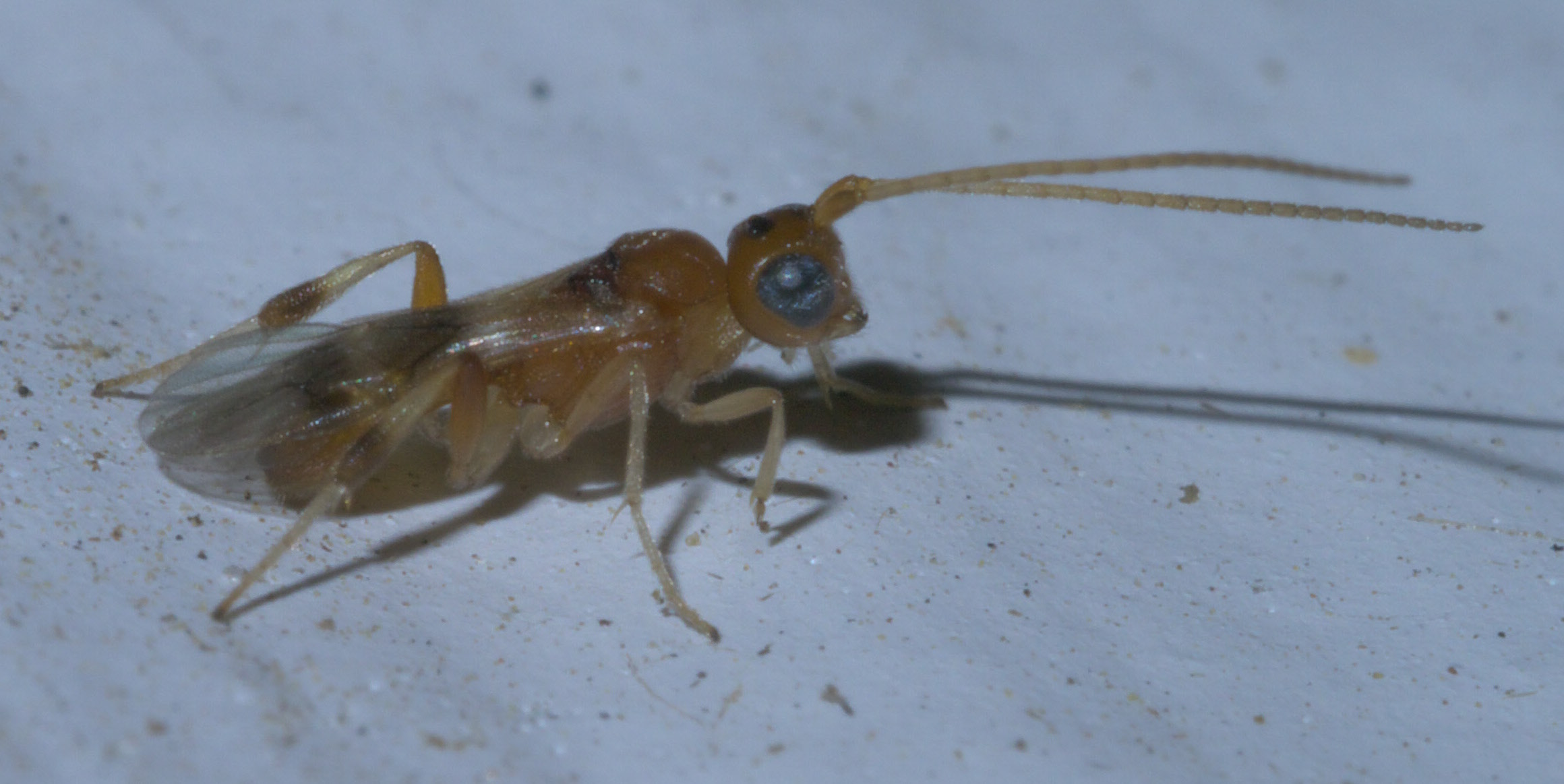

Son parasitoides coinobiontes solitarios de larvas de Lepidoptera, especialmente las familias Pyralidae y Tortricidae; también Gelechiidae. Son más abundantes en regiones áridas y en estaciones secas.